# Nothing Records
 (mars 2015).
Si vous disposez d'ouvrages ou d'articles de référence ou si vous connaissez des sites web de qualité traitant du thème abordé ici, merci de compléter l'article en donnant les références utiles à sa vérifiabilité et en les liant à la section « Notes et références ».
Nothing Record est une maison de disque fondée par Trent Reznor, dont les groupes les plus connus sont Marilyn Manson et Nine Inch Nails.

## Histoire
Alors que Trent Reznor cartonne avec son album Pretty Hate Machine, il commence à avoir de sérieux soucis avec son label, TVT Records. Dès lors, Trent veut arrêter le contrat, TVT refuse. Un procès sera alors réalisé où par la suite le label gagnera. Trent Reznor, en réaction, partira avec Flood dans plusieurs labels sous de faux noms pour empêcher TVT Records d'intervenir. Ainsi, le très violent et non moins célébré album Broken de Nine Inch Nails sortira sans l'aide de TVT Records. À la suite d'un rachat d'une partie de ces droits par Interscope Records, filiale de Warner, Trent Reznor fonde le label Nothing Records avec l'aide de Jimmy Iovine (ancien producteur de Patti Smith entre autres). Il fut officiellement installé en Ohio, dans la région de Cleveland, à Tremont.
Trent traita les groupes de son label avec le même respect qu'il aurait voulu lui-même être traité. D’après Marilyn Manson : « Trent, dans son label, donne une totale liberté artistique, vous savez. Ce genre de liberté qu'aucun autre label ne songerait à donner à un groupe ».
Après quelques années, Trent Reznor prévient que, tôt ou tard, il arrêtera de produire : « Il aura un moment où... je ne pourrai plus faire les deux. Je ne peux pas le faire, j'ai essayé. Je me concentre beaucoup sur la production et j'aimerais faire beaucoup plus, mais Nine Inch Nails me prend chaque seconde de ma vie ».
Le label ferme en 2004 après 12 ans d'action, après avoir produit une quinzaine de groupes.

## Liste des groupes publiés
- Autechre
- The Bowling Green
- Black Spider
- Coil
- Einsturzende Neubauten
- Marilyn Manson
- Meat Beat Manifesto
- Nine Inch Nails
- Plaid
- Plug
- Pop Will Eat Itself
- Prick
- Squarepusher
- 12 Rounds
- The The
- 2wo

## Que sont-ils devenus?
- Le groupe Coil s'est séparé l'année même où Nothing Record fut fermé. Le nouveau groupe de Trent, How to Destroy Angels, s'est inspiré de leur premier album.
- Einsturzende Neubauten existe depuis 1980 et a réalisé 3-4 albums chez Nothing. Dès la fermeture, ils choisirent un nouveau label.
- Marilyn Manson a fait ses 3 premiers albums chez Nothing Record jusqu'en 1997-1999. À cette époque, Trent Reznor et Marilyn Manson ne s'entendant plus, Manson a changé de label pour Mechanical Animals. Si, par la suite, en 1999 ils se sont réconciliés, Marilyn Manson a enregistré Holy Wood (In the Shadow of the Valley of Death) et The Golden Age of Grotesque chez Polydor.
- Nine Inch Nails pour l'album With Teeth est allé chez Interscope Records et a quitté le label en 2007 lorsque Marilyn Manson y entra. Il alla, ensuite chez The Null Corporation et y enregistra The Slip. Nine Inch Nails se sépare en 2009 et Trent Reznor revient en 2010 avec un nouveau groupe, How to Destroy Angels. La demo du groupe fut aussi enregistrée chez The Null Corporation.
- Plaid, qui existe pourtant depuis 1981, sortit son premier album en 1997 ainsi que les 6 albums suivants chez Nothing Records. En 2003, Ils font un break et reviennent en 2006 avec un autre label pour enregistrer et publier 4 nouveaux albums.
- 2wo se forme en 1997 et se sépare en 1998 en laissant un seul album. Il disparut donc bien avant la fermeture de Nothing Records.